# Albero della vita (ceramica)

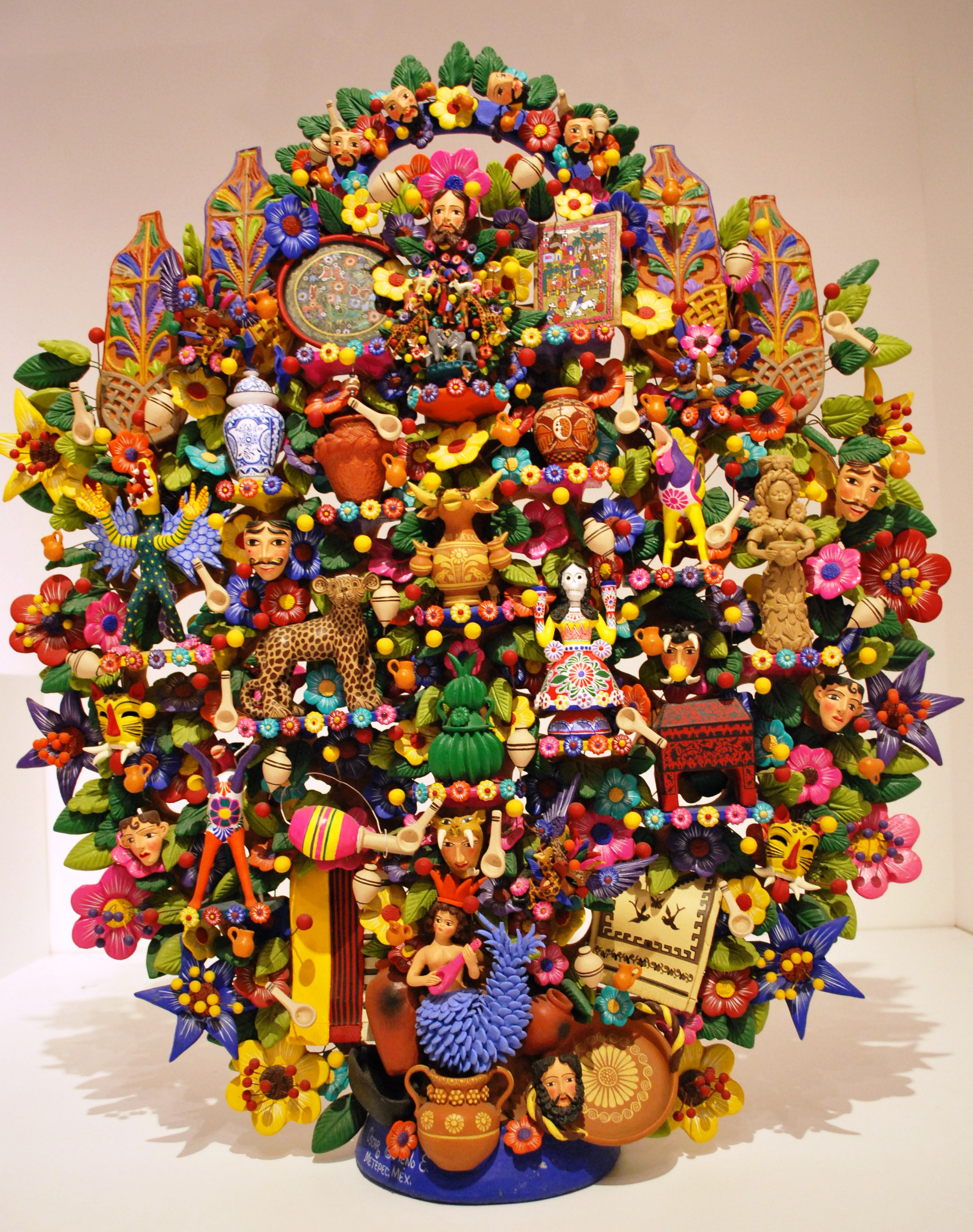
Albero della vita collocato nel Museo de Artes Populares di Città del Messico

L'albero della vita (dallo spagnolo Árbol de la vida) è un tipo di scultura in argilla originaria del Messico centrale legato soprattutto alla città di Metepec. Originariamente, durante l'epoca coloniale, gli alberi della vita venivano usati dai coloni europei per insegnare la Bibbia ai nativi messicani. In seguito, nacque, a Izúcar de Matamoros, la tradizione di creare degli alberi della vita artistici in argilla, questo sebbene la tradizione sia radicata soprattutto a Metepec. In passato gli alberi erano esclusivamente dedicati a temi biblici come la Genesi. Tuttavia, in anni più recenti, si sono iniziati a creare anche alberi con motivi completamente estranei alla Bibbia.

## Storia

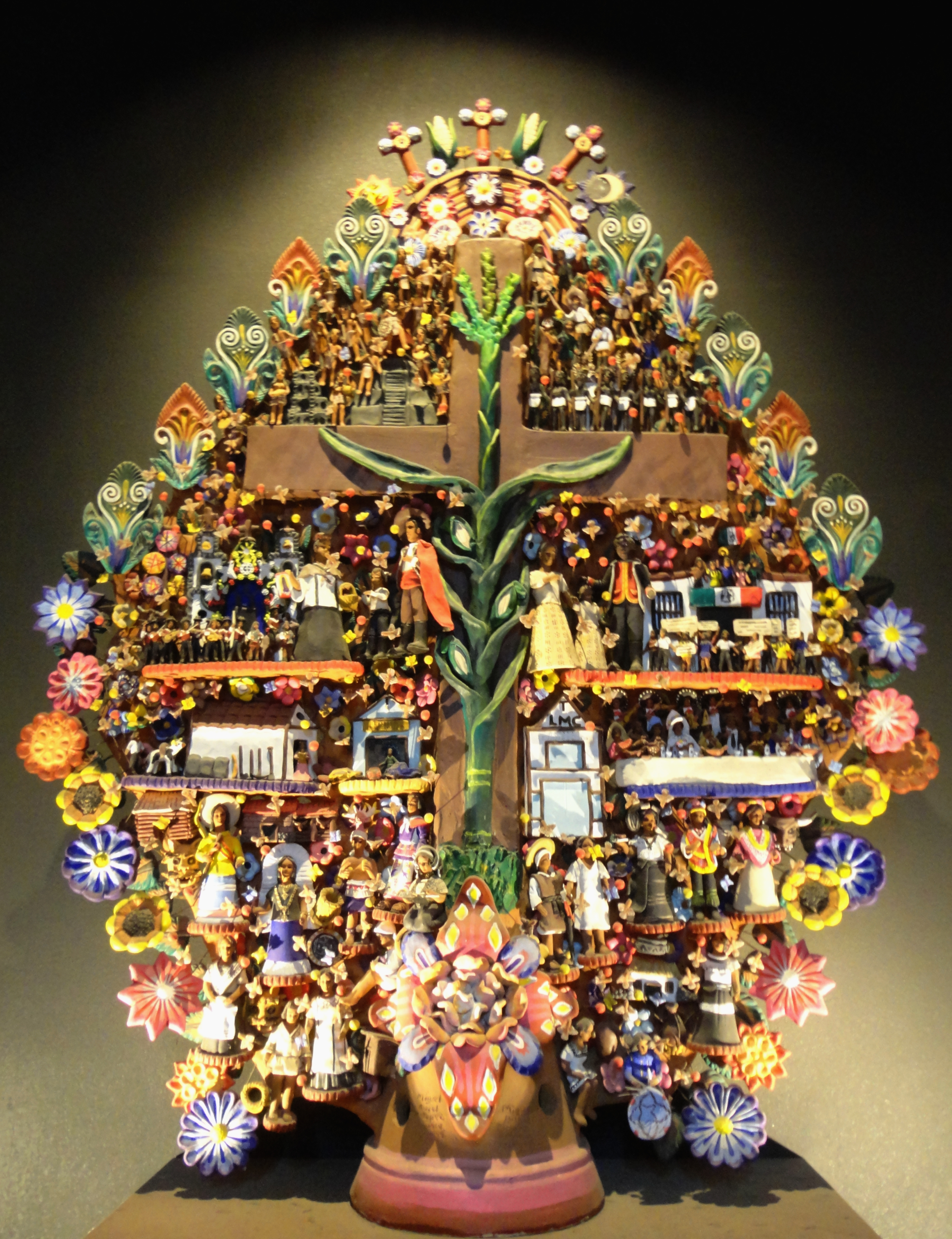
Albero della vita esposto nel Museo nazionale di antropologia di Città del Messico

Gli alberi della vita fanno parte delle tradizioni ceramiche degli altopiani centrali del Messico. Le prime opere di vasellame et similia nel Messico centrale vengono fatte risalire tra il 1800 e il 1300 a.C.; le prime sculture o manufatti dipinti in ceramica sono invece più recenti e risalgono all'arrivo degli Olmechi nel territorio. Intorno all'800 d.C. l'influenza esercitata dalla città di Teotihuacan conferì uno spiccato simbolismo religioso a molti esemplari in ceramica. Da quel momento in poi, la ceramica dei Matlatzinca continuò a svilupparsi risentendo diversi influssi culturali in quello che oggi è lo Stato del Messico in quanto si trovava in una posizione strategica tra la Valle del Messico e quelli che oggi sono gli stati di Morelos e Guerrero.
Dopo la conquista spagnola del sedicesimo secolo, i frati giunti sul posto fecero distruggere molti pezzi di artigianato dei nativi, tra cui le ceramiche, per rimpiazzarli con immagini di santi, alberi della vita e altri soggetti cristiani. Gli alberi della vita dipinti o scolpiti servivano originariamente a evangelizzare la popolazione.
Per gran parte del periodo coloniale, le ceramiche nello Stato del Messico venivano prodotte principalmente per esigenze di autoconsumo. La ceramica locale risultante era una fusione di tecniche ed estetiche spagnole e indigene. A partire dal ventesimo secolo, iniziarono a essere costruiti manufatti decorativi e persino lussuosi che avevano la forma di un albero della vita religioso dai connotati non necessariamente religiosi e legati ai temi della morte o della primavera.
La tradizione degli alberi in argilla trattanti il tema biblico del Giardino dell'Eden ebbe inizio a Izucar de Matamoros, nello stato di Puebla, e si diffuse in altre aree come Metepec, nello stato del Messico, ove divennero tipici gli alberelli dipinti con colori vivaci. Le sculture arboree sono diventate emblematiche di questo comune e fanno parte di una certa tradizione scultorea non presente in nessun'altra parte.

## Descrizione
Molti alberi della vita tradizionali ricordano nell'aspetto dei candelabri e vengono realizzati a fine religioso e decorativo. Molti di essi sono in argilla cotta in forni a gas a bassa temperatura. La maggior parte degli alberi ha un'altezza compresa tra 26 e 60 cm; la loro fabbricazione può richiedere da due settimane a tre mesi. La lavorazione di alcuni modelli molto grandi talvolta adibiti a sculture pubbliche può richiedere fino a tre anni di tempo. Alcuni esemplari vengono adibiti a incensieri.
Gli alberi della vita raffigurano soggetti viventi e non, tra cui Dio, posto in genere nella parte superiore, personaggi e motivi che alludono al tema della Creazione come il sole, la luna, Adamo ed Eva, il serpente e l'Arcangelo Gabriele, o dedicati ai tema della dualità della vita e della morte o il rapporto dell'uomo con il mondo naturale.

## Nella cultura
A Izucar de Matamoros gli alberi in argilla sono ricorrenti nel corso delle processioni locali, come ad esempio quella atta a celebrare il Corpus Domini.

## Nella cultura di massa
Sulla copertina di Sgt. Pepper's Lonely Hearts Club Band dei Beatles appare un Árbol de la vida.

## Galleria d'immagini

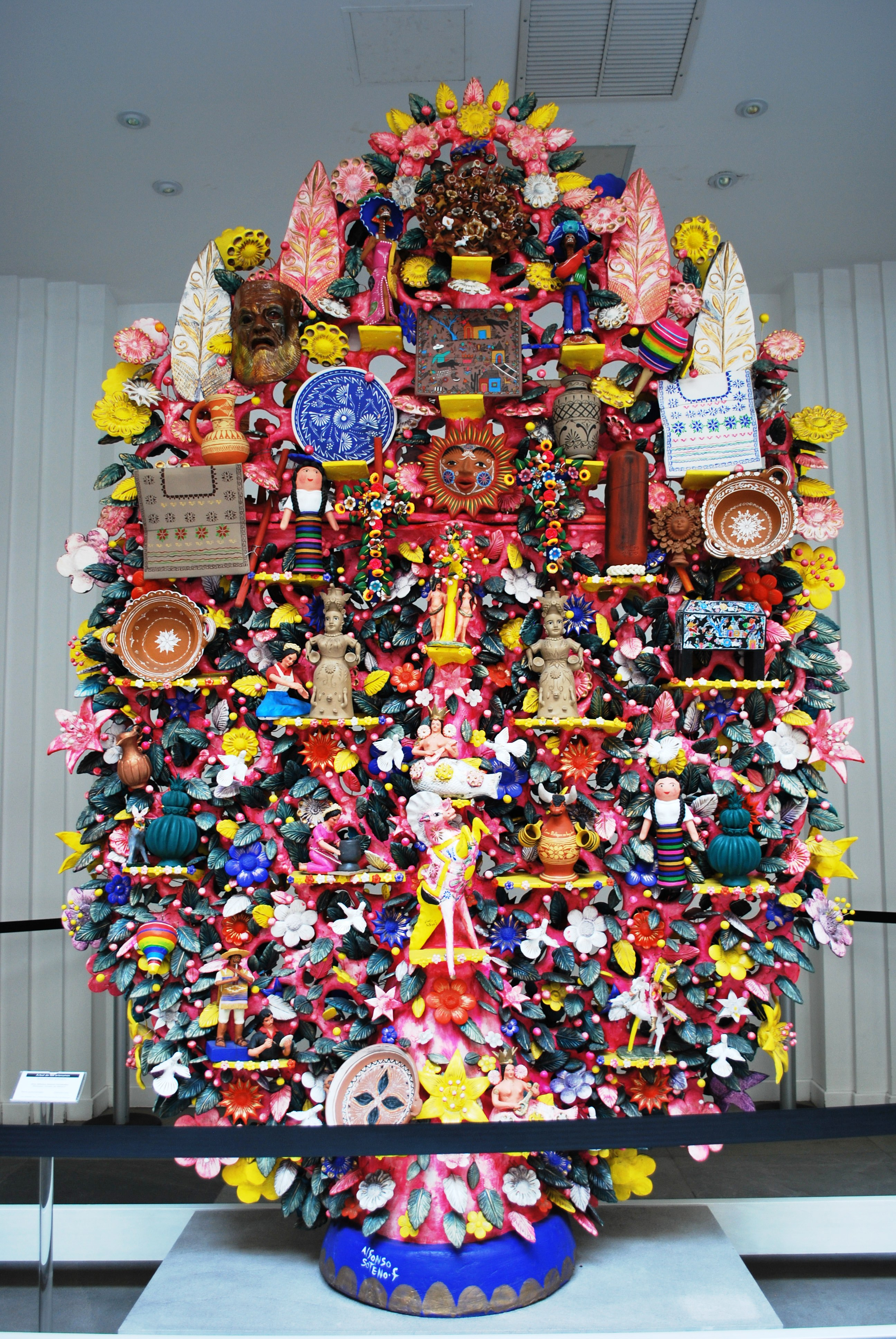
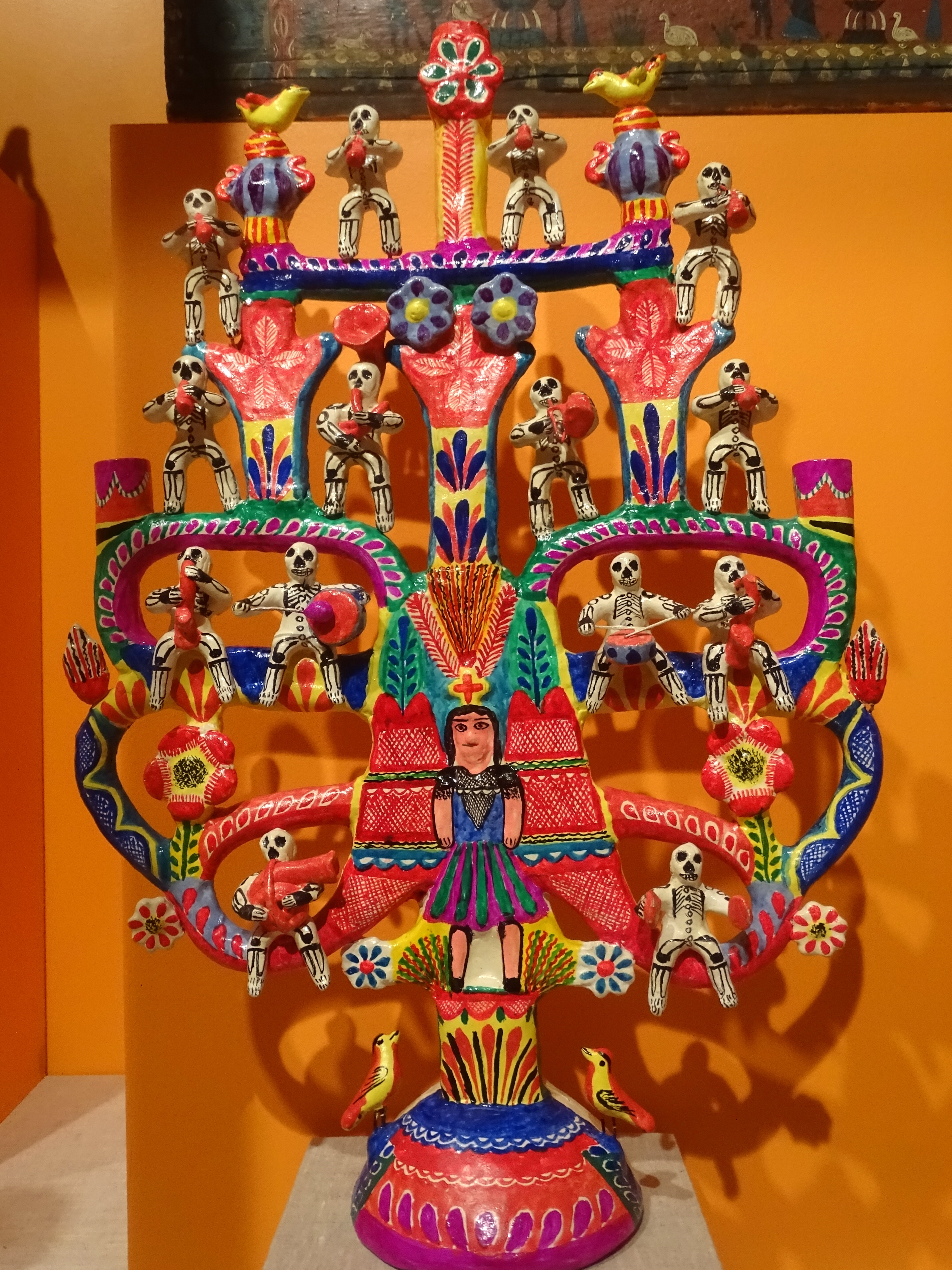
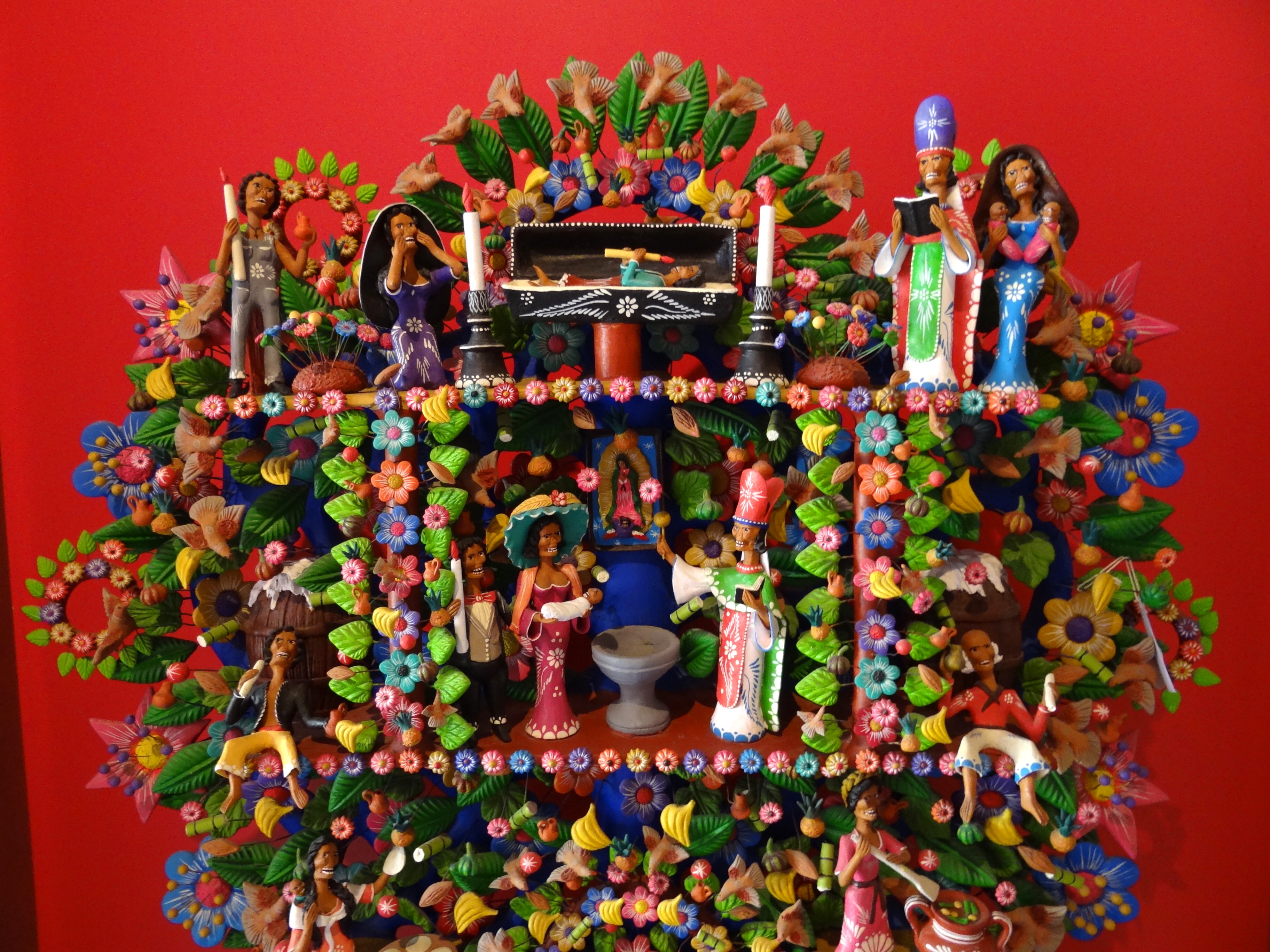
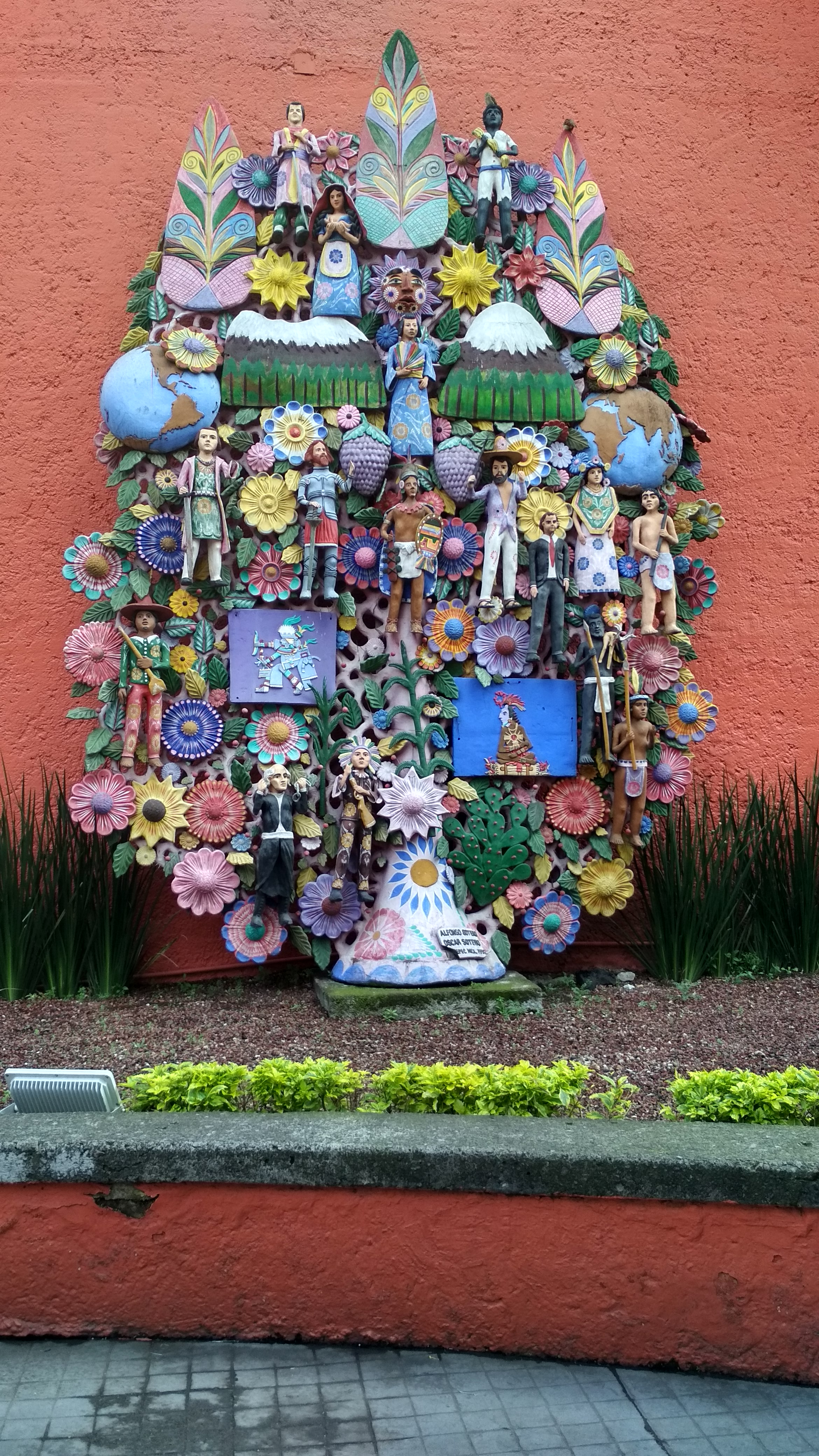
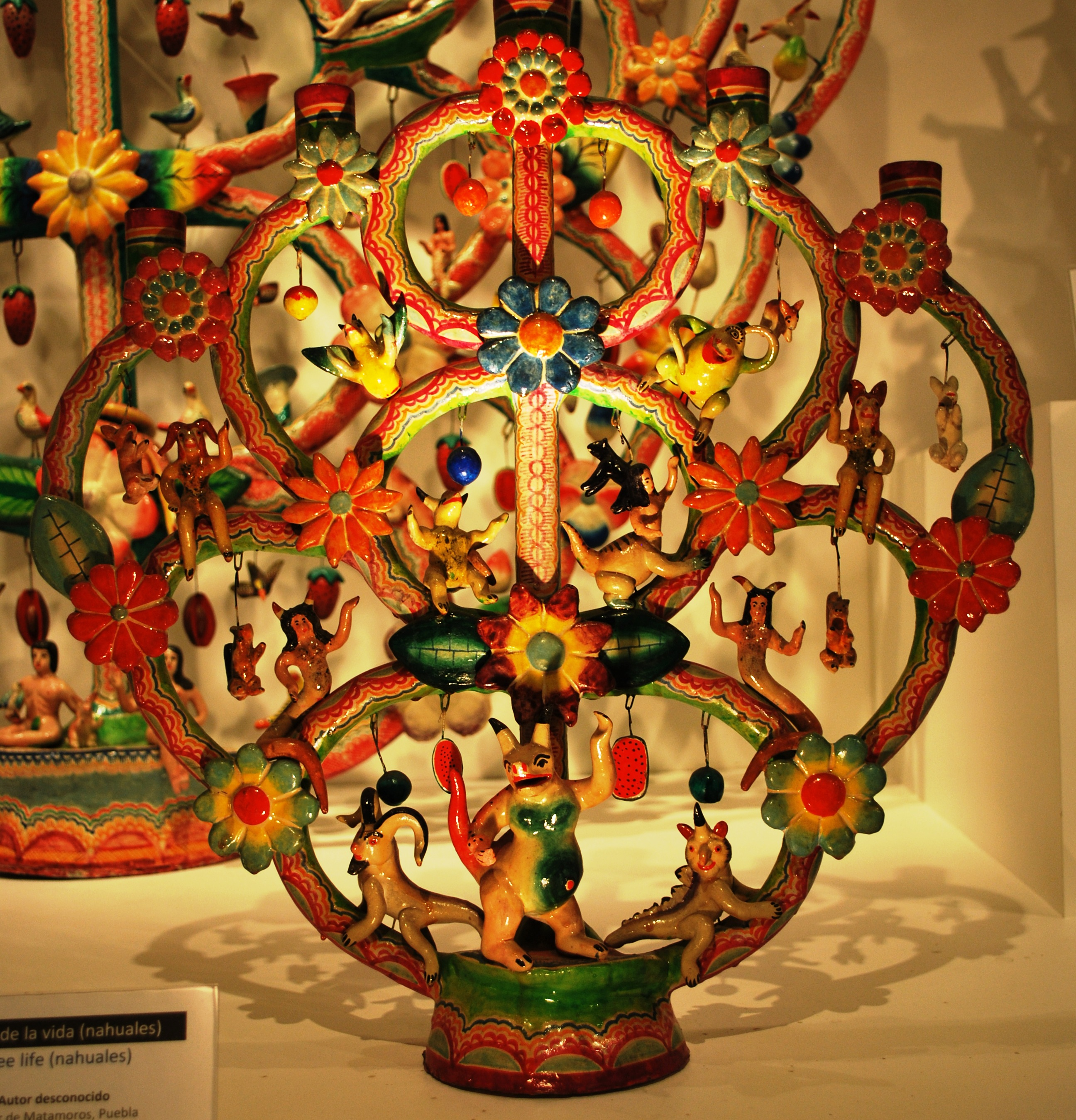
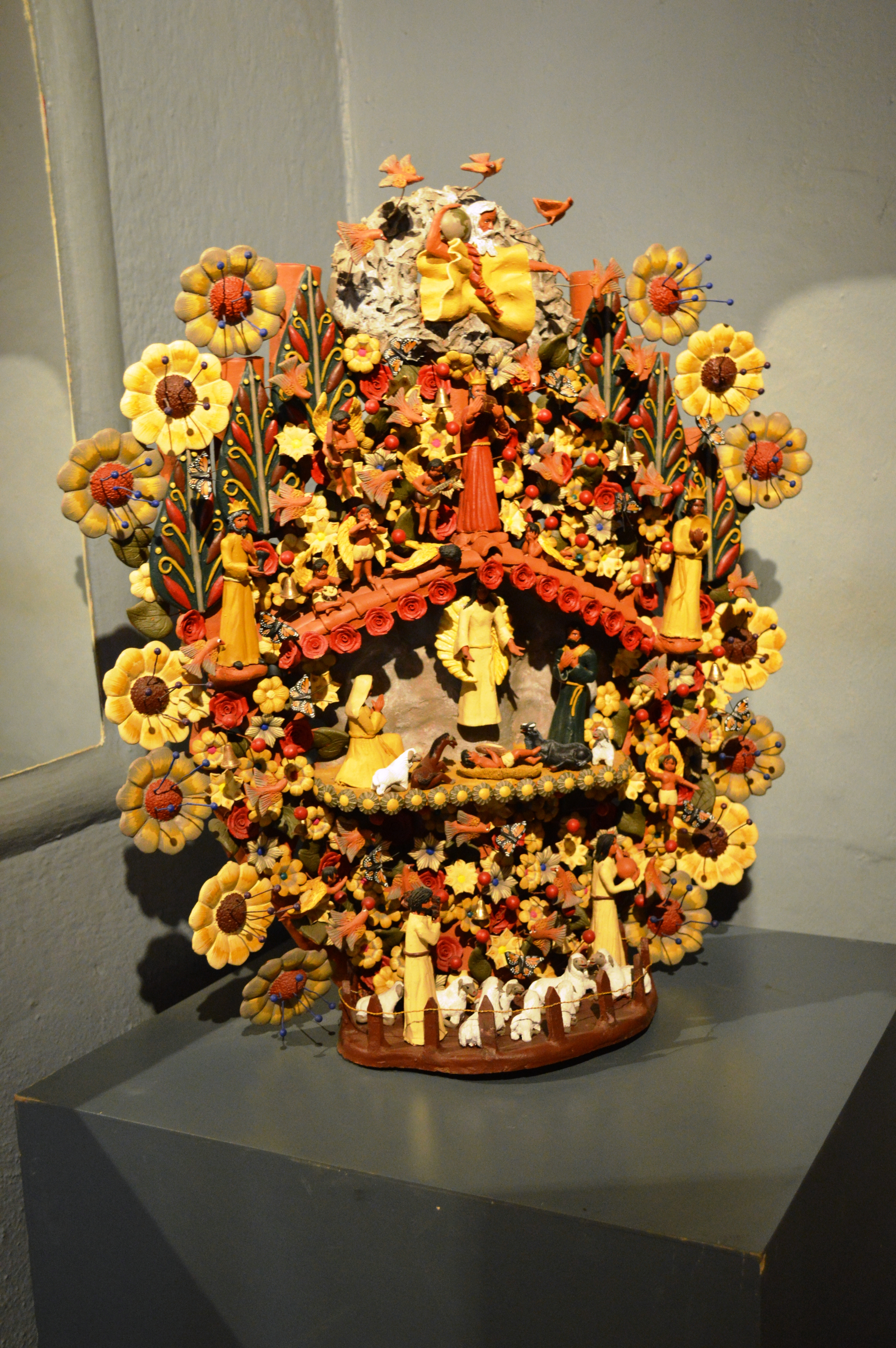